# FGI-104
Le FGI-104 est un médicament antiviral expérimental à spectre large potentiellement actif contre un ensemble de virus, dont ceux de l'hépatite B, de l'hépatite C, du sida, de l'encéphalite équine vénézuélienne, voire contre le virus Ebola.[réf. nécessaire]
Il agirait en inhibant la protéine TSG101 (en), qui transporte les virus néoformés hors des cellules infectées et qui est indispensable à certains virus pour coloniser d'autres cellules. Des études précliniques auraient montré que le FGI-103 posséderait une action protectrice contre le virus Ebola chez les souris.